# Lakefleisch

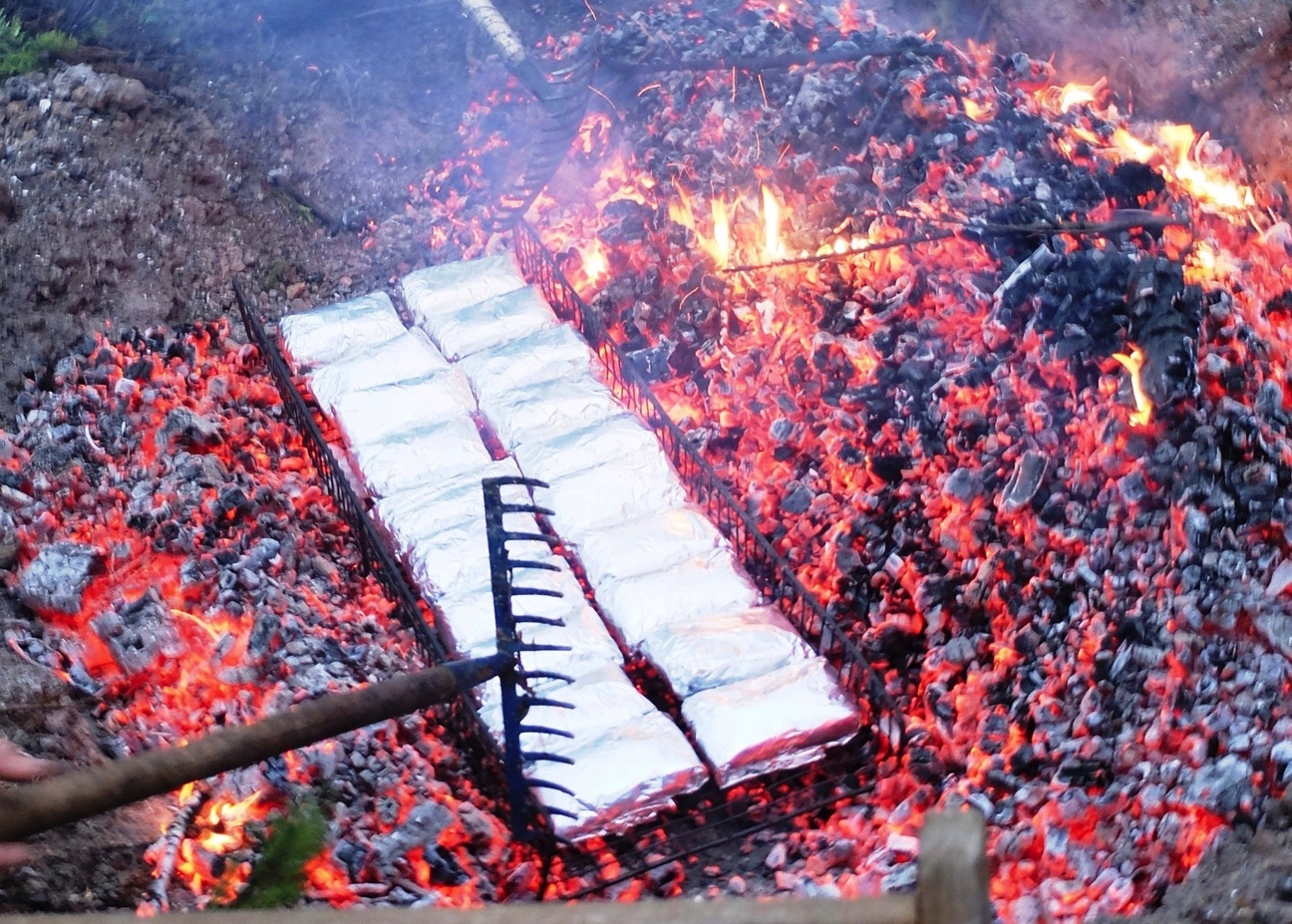
Absetzen des Korbs mit Lakefleisch in die Glut

Lakefleisch ist ein Fleischgericht, das seinen Ursprung im Spessart hat. Das in Salzlake eingelegte Schweinefleisch wird in Aluminiumfolie eingewickelt in der Glut eines großen Lagerfeuers gegart. Heute wird dieses meist als Vereins- oder Ortsfest in der kalten Jahreszeit zelebriert.

## Geschichte
Waldarbeiter im späten 19. Jahrhundert begannen, ihr Mittagessen in großen Gluthaufen zu garen. Die Holzernte erfolgte damals oft in Kahlschlägen, wobei das minderwertige Holz der Baumkronen direkt an Ort und Stelle im Wald verbrannt wurde. Die Reste dieser großen Feuer glühten über Tage hinweg. Zur Zubereitung mussten die Waldarbeiter nur noch ihr mehrfach in nasse Zeitungen eingepacktes Fleisch ausreichend dick mit Glut und heißer Asche bedecken. Dieses Vorgehen war entscheidend, um Luft und damit den Sauerstoff vom Gargut fernzuhalten und so ein Entflammen der Zeitung oder ein Austrocknen des Fleisches zu verhindern.
Das Schweinefleisch wurde vorher in Salzlake eingelegt. Das sorgte zum einen für den Geschmack und machte das Fleisch zum anderen lange haltbar, wobei Letzteres besonders wichtig war, da es noch keine Kühlschränke gab.

## Lakefleischessen als Brauchtum
In den Wintermonaten wird in vielen Gemeinden des Spessarts das Lakefleisch-Essen als großes Fest von ortsansässigen Vereinen veranstaltet. Bereits frühmorgens wird das Lagerfeuer entzündet. Als Brennholz dienen große, frisch geschlagene Scheite, die nicht so schnell abbrennen und eine langanhaltende Glut bilden. Es dauert viele Stunden, bis eine ausreichende Menge Glut entstanden ist. Je nach Größe der Veranstaltung werden als Ausgangsmaterial zwischen einem und zehn Raummeter Holz benötigt.

Das mehrere Tage lang in Salzlake eingelegte Schweinefleisch (meist aus dem Nacken, der Schulter, vereinzelt Bauchfleisch) wird einzeln portioniert zusammen mit Zwiebeln in mehrere Lagen Aluminiumfolie eingewickelt. Zum Teil werden diese Alupäckchen zusätzlich in nasses Zeitungspapier gewickelt. Dieses muss gut durchfeuchtet, aber nicht tropfnass sein, damit die Glut nicht erlischt. Die fertigen Päckchen werden zur einfacheren Handhabung und zur Vermeidung der Beschädigung der Alufolie in einen Drahtkorb gelegt, der in das Glutbett gestellt und mit einer dicken Glut- und Ascheschicht bedeckt wird. Das Lakefleisch wird mit dem Korb entnommen und in der Aluminiumfolie serviert.

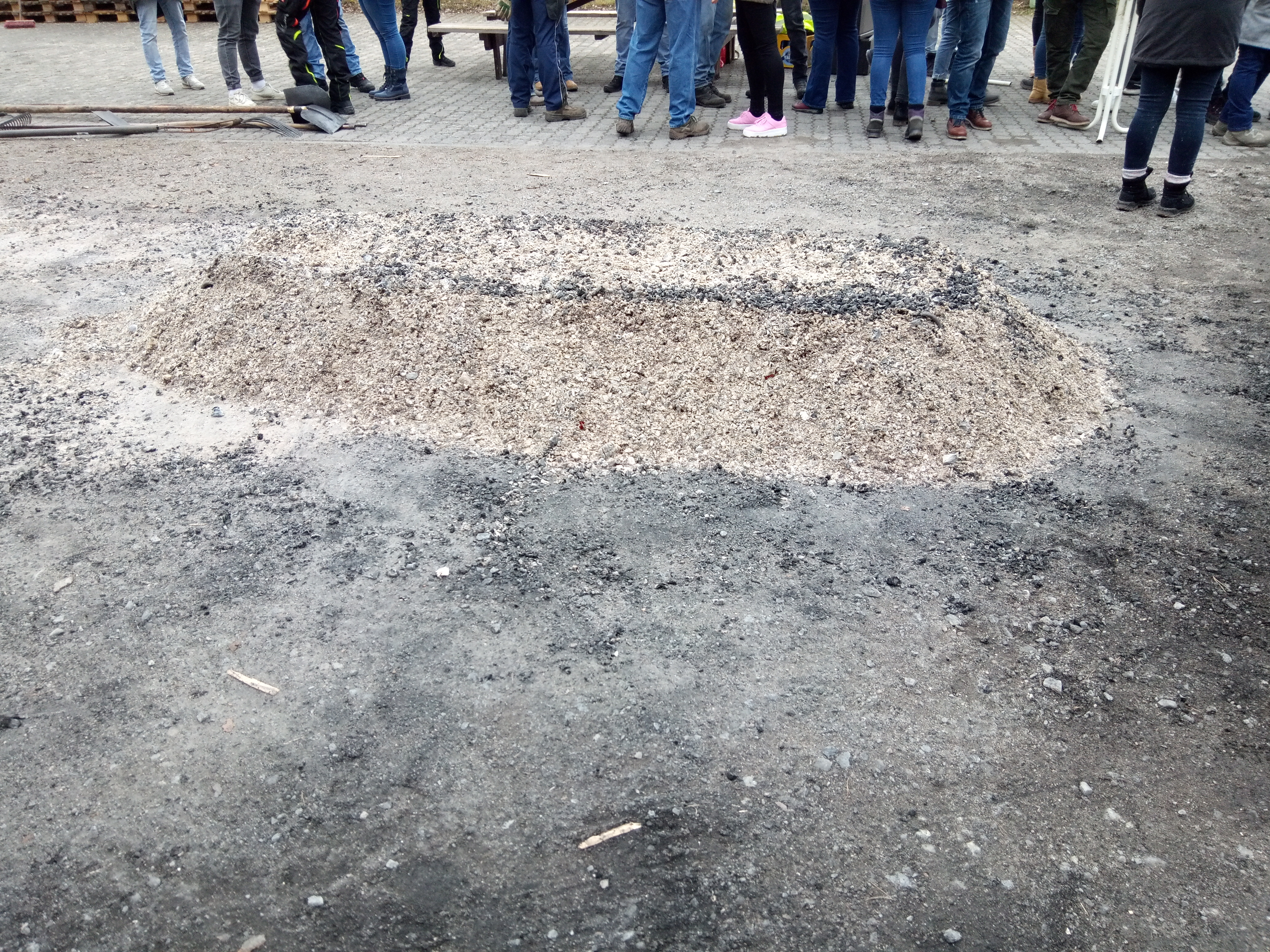
Gluthaufen mit Lakefleisch
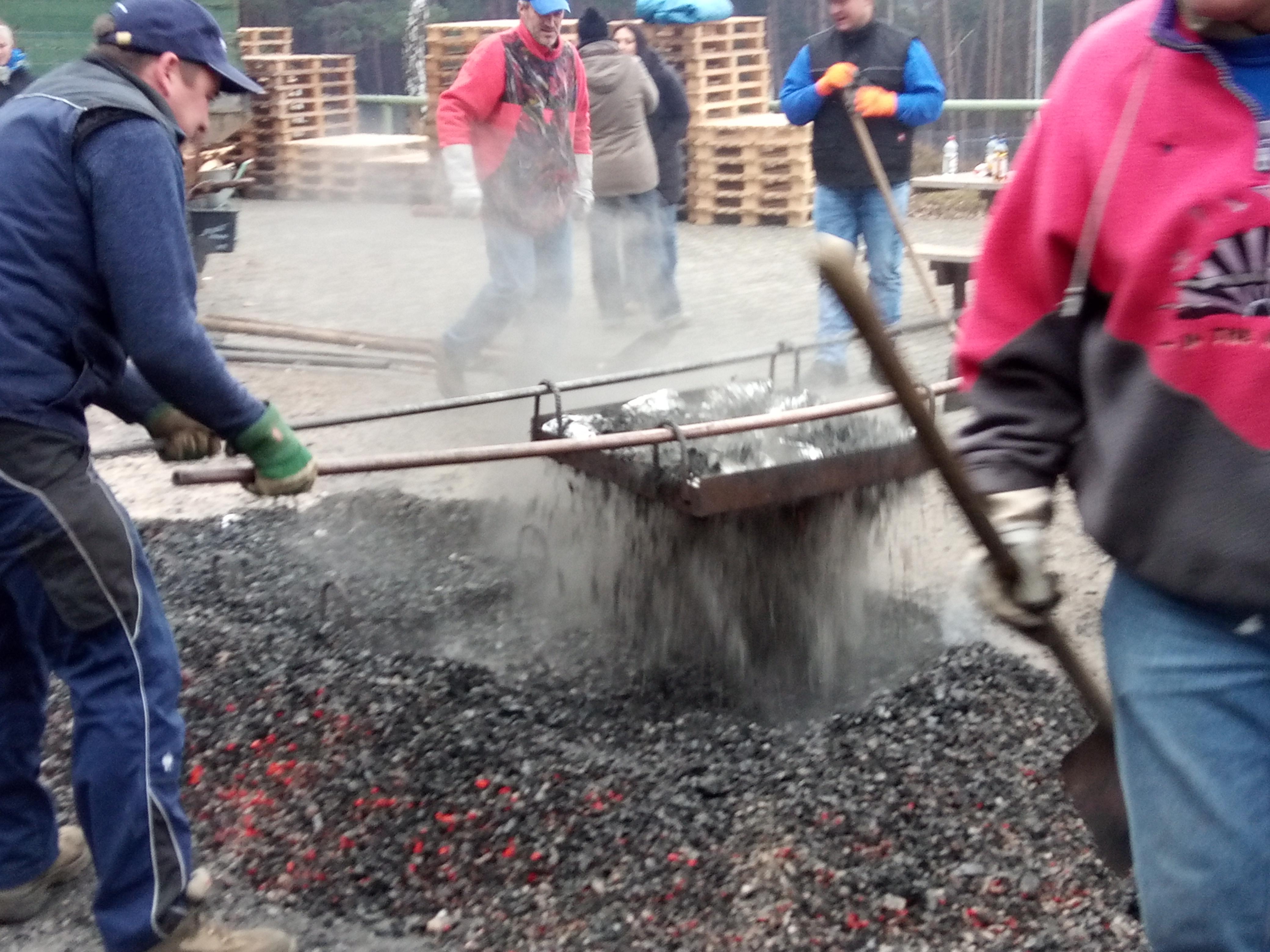
Herausnehmen der Drahtkörbe aus der Glut
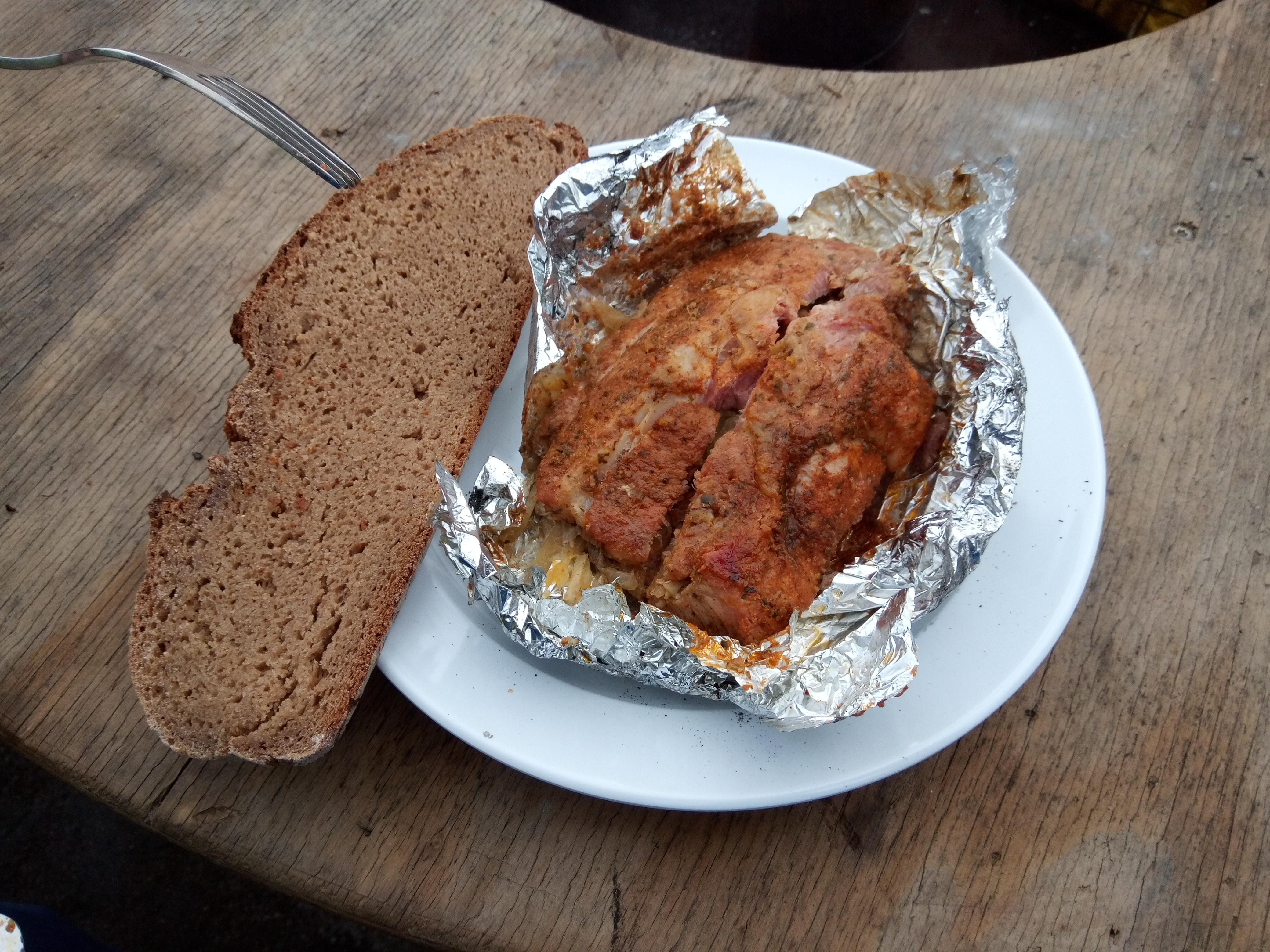
Lakefleisch
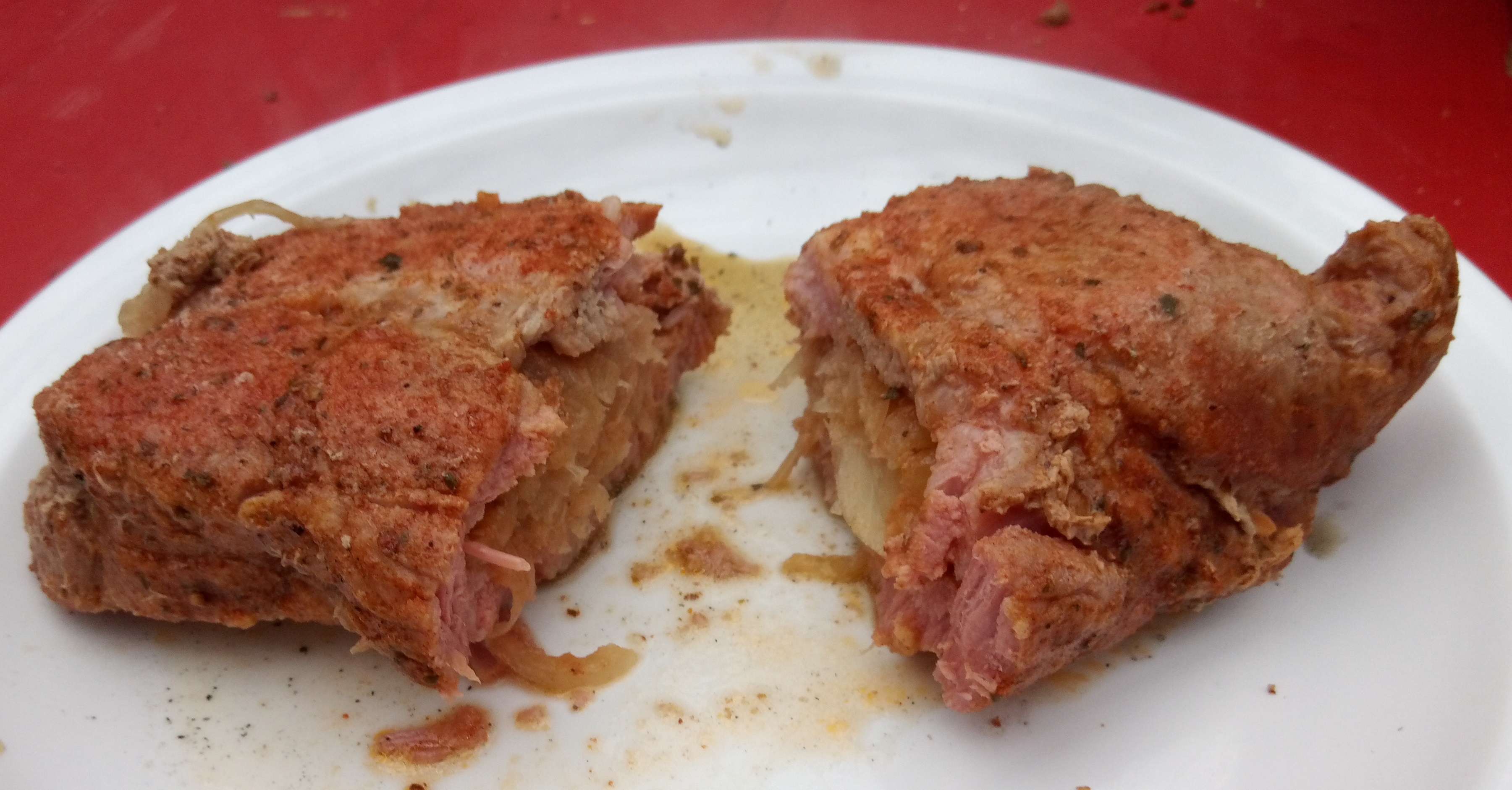
Zwiebelfüllung